# تصنيف الفنادق

تصنيف " خمس نجوم ممتاز " في فندق Vier Jahreszeiten Kempinski في ميونيخ، ألمانيا

غالبًا ما تستخدم تقييمات الفنادق لتصنيف الفنادق وفقًا لجودتها. يتمثّل الغرض الأولي في إعلام المسافرين بالمرافق الأساسية التي يمكن توقعها، ثم توسعت أهداف تصنيف الفندق إلى التركيز على تجربة الفندق ككل. تُستخدم اليوم مصطلحات «التصنيف» و«الدرجات» و«الفئات» للإشارة عمومًا إلى نفس المفهوم، وهو تصنيف الفنادق.
ثمة مجموعة متنوعة من المخططات المستخدمة للتصنيف تتبعها منظمات مختلفة حول العالم، يعتمد معظمها نظامًا يتضمن تصنيف النجوم، حيث يشير حصول الفندق على عددٍ أكبر من النجوم إلى رفاهية أكثر. أطلق دليل فوربس للسفر، الذي كان معروف سابقاً باسم دليل موبيل للسفر، نظام تصنيف النجوم في عام 1958. تستخدم جمعية السيارات الأمريكية والهيئات التابعة لها نظام الألماس بدلاً من النجوم للتعبير عن مستويات تقييمات الفنادق والمطاعم.
تؤخذ الأمور التالية بالاعتبار عند إنشاء معيار تقييم: خدمات الطعام، والترفيه، والمناظر التي تطل عليها الغرف، وتنوعات الغرف مثل الحجم والمرافق الإضافية، وتوفر المنتجعات الصحية ومراكز اللياقة البدنية، وسهولة الوصول والموقع. تقيّم الفنادق بشكل مستقل في الأنظمة التقليدية وتعتمد بشكل كبير على المرافق المقدمة. يعتبر البعض أن هذا غير مواتٍ للفنادق الأصغر التي يمكن أن تندرج جودتها في فئة واحدة ولكن عدم وجود عنصر مثل المصعد سيعيق وصولها إلى تصنيف أعلى.

## معايير تصنيف الفنادق
تشمل أنظمة التصنيف الأكثر شيوعًا تصنيف «القرد»، وتصنيف الأحرف من "A" إلى "F"، مثل الفنادق والموتيلات. تعتبر الأنظمة التي تستخدم مصطلحات مثل ديلوكس/فاخر، ودرجة أولى/فائق، وفئة سياحية/قياسية، وفئة التوفير/اقتصادية أنظمة مقبولة على نطاق واسع لتحديد أنواع الفنادق، بدلاً من معيار الفندق.[مِن قِبَل مَن؟]
```
]
```

لدى بعض البلدان تصنيف بمعيارٍ عامٍ واحدٍ؛ تمتلك كل من بلجيكا والدنمارك واليونان وإيطاليا ومالطا وهولندا والبرتغال وإسبانيا والمجر قوانين تحدد تصنيف الفندق. في ألمانيا والنمسا وسويسرا، يُحدّد التصنيف من قبل اتحاد صناعة الفنادق المعني باستخدام نظام من فئة الخمس نجوم.
التصنيفات هي:
السياحية (★) | القياسية (★★) | المريحة (★★★) | الدرجة الأولى (★★★★) | الدرجة الفاخرة (★★★★★)
علامة «الفائقة (سوبيريور)» هي وضع علامة على الإضافات التي تتجاوز الحد الأدنى المحدد في المعيار، ولكنها ليست كافية لنقل الفندق إلى تصنيف المستوى التالي.

## التصنيف العالمي للفنادق
لا يوجد حتى الآن أي تصنيف دولي معتَمد. كانت هناك محاولات لتوحيد نظام التصنيف بحيث يصبح معيارًا معترفًا به دوليًا وموثوقًا، لكنها فشلت جميعًا.
وقد اعتبر أنه، كما كان الحال في مجالات أخرى (مثل معايير المحاسبة الدولية)، ينبغي أن تكون معايير تصنيف الفنادق ناتجة عن مبادرة خاصة ومستقلة. قد يكون هذا هو الحال بالنسبة لمشروع التصنيف العالمي للفنادق (WHR)، والذي يهدف بشكل خاص إلى وضع معايير التصنيف الدولية ومعايير التصنيف على غرار نظام تصنيف النجوم العالمي. كما ستنشئ منصة معلومات متعددة اللغات ومتعددة الثقافات عن صناعة الفنادق. يعتزم WHR أن يلعب دورًا رئيسيًا في تطوير خدمات فندقية عالية الجودة، فضلاً عن السياحة العادلة والمستدامة، وحماية التراث الثقافي والطبيعي للعالم. بالإضافة إلى ذلك، سيعمل المشروع WHR على تطوير ملصقات للترويج للفنادق التي تتميز بسمات محددة، مثل الأسرّة والمعاملة الصديقة للأطفال.

## أكثر من خمس نجوم
روّج لبعض الفنادق على أنها فنادق سبع نجوم. افتتح فندق برج العرب في دبي في عام 1998 بخادم شخصي لكل غرفة - وكان هذا أول فندق وصف على نطاق واسع بأنه فندق من فئة «سبع نجوم»، لكن الفندق يذكر إن التسمية أنشأها صحفي بريطاني لم يذكر اسمه خلال رحلة صحفية، إلا أنهم لا يشجعون استخدام هذا التصنيف ولا يستخدمونه في إعلاناتهم. وبالمثل، فإن فندق قصر الإمارات في أبو ظبي (الذي افتتح منذ عام 2005) يوصف أحيانًا بأنه سبع نجوم أيضًا، لكن الفندق يستخدم تصنيف الخمس نجوم فقط.
افتتح فندق غاليريا في ميلانو بإيطاليا في عام 2007 وزعم أنه حصل على شهادة سبع نجوم من SGS Italy2008. ومع ذلك، فإن SGS Italy (ليست وكالة السياحة الرسمية) لديها خمس نجوم فقط في التصنيف العام لنجوم الفنادق، مع ترك العنوان الكامل للشهادة غير معروف، تمامًا كما أن عملية التجديد غير معروفة. بشكل عام، نظرًا لعدم وجود منظمة تقليدية أو هيئة رسمية تمنح جوائز أو تعترف بأي تصنيف أعلى من فئة الخمس نجوم الفاخرة، تُستخدم هذه المطالبات في الغالب لأغراض الدعاية.
تاريخيًا، استخدمت الفنادق الفاخرة العضوية في منظمة الفنادق الرائدة في العالم لتوثيق عمليات التفتيش المنتظمة على مستوى إضافي. أنشأت هذه المنظمة عام 1928 وأعيد تنظيمها عام 1971 لتقديم خدمة التفتيش في جميع أنحاء العالم.

## تصنيفات الفنادق البديلة
في السنوات الأخيرة، بدأت التصنيفات الفندقية البديلة في الظهور في محاولة لتعزيز الاستدامة أو التنوع الثقافي في السياحة الدولية.

### المفتاح الأخضر الدولي
المفتاح الأخضر الدولي هو تصنيف بيئي تطوعي مُنِح لحوالي 2900 فندق ومنشأة أخرى في 57 دولة من قبل مؤسسة التعليم البيئي.

### المفتاح الأخضر العالمي
المفتاح الأخضر العالمي هو تصنيف بيئي طوعي مُنح لنحو 1850 فندقًا وموقعًا في 15 دولة. في عام 2009، انضمت فنادق ومنتجعات فيرمونت إلى برنامج المفتاح الأخضر العالمي.

## الروابط الخارجية
- دليل فوربس للسفر - الموقع الرسمي
- مقال في مجلة سلايت يذكر ظاهرة فنادق السبع نجوم
- قائمة المعلن عنها من فئة 7 نجوم